# Incidente ferroviario di Torre Annunziata
L'incidente ferroviario di Torre Annunziata fu uno scontro fra treni, verificatosi nella stazione di Torre Annunziata Centrale avvenuto il 30 dicembre 1939.

## Dinamica dell'incidente
Il giorno dell'incidente, la stazione di Torre Annunziata Centrale era stretta nella morsa del gelo, per cui si registrarono delle difficoltà nel manovrare gli scambi. A quell'ora in stazione dovevano transitare il treno 88, direttissimo proveniente da Reggio Calabria, ed il treno locale 4030 proveniente dalla direzione opposta. Generalmente il 4030 sostava nella stazione di Torre Annunziata Centrale, per dare la precedenza al treno 88, ma quella mattina a causa della problematica degli scambi, i funzionari delle ferrovie decisero di far proseguire il 4030 fino alla successiva stazione e di far fermare il treno 88 a Torre Annunziata.
Ma il treno proveniente dalla Calabria non rispettò il segnale di via impedita ed investì in coda il treno 4030 nel momento in cui stava ripartendo.
Nell'urto morirono 36 passeggeri ed oltre un centinaio furono i feriti, i quali vennero ricoverati all'Ospedale dei Pellegrini di Napoli.  A bordo c'erano anche dei militari che si recavano in licenza, che furono ricoverati all'Ospedale Militare della Trinità.
Il 1º gennaio 1940 i funerali delle vittime furono celebrati nella Chiesa di San Pasquale, alla presenza del Principe di Piemonte Umberto II di Savoia, del Ministro delle Comunicazioni Giovanni Host-Venturi, accompagnati dal Prefetto, dal Federale e dal Podestà. Era presente una compagnia della 31ª Divisione fanteria "Calabria" oltre ad altri reparti delle Forze Armate.

## L'inchiesta
Il Tribunale concluse il dibattimento il 18 marzo 1941. Il Pubblico Ministero chiese 14 anni di reclusione per i due ferrovieri responsabili del disastro, ma in seguito alle arringhe della difesa ed al giudizio dei periti intervenuti, il giudice li condannò a 5 anni di reclusione ed al pagamento dei danni.